# Tarnów (Landgemeinde)
Die gmina wiejska Tarnów ist eine selbständige Landgemeinde in Polen im Powiat Tarnowski in der Woiwodschaft Kleinpolen. Ihr Sitz befindet sich in der kreisfreien Stadt Tarnów (deutsch: Tarnau).

## Geografie

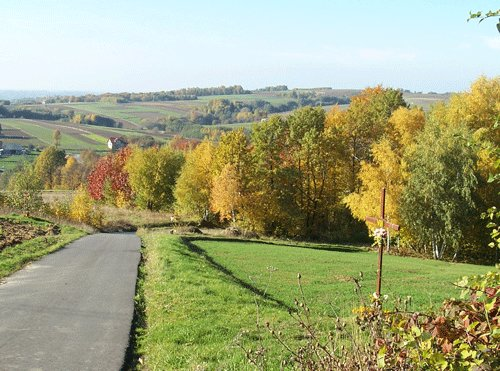
Łękawka: Landschaft der Vorkarpaten

### Gemeindegliederung

#### Schulzenämter
Biała
Błonie
Jodłówka-Wałki
Koszyce Małe
Koszyce Wielkie
Łękawka
Nowodworze
Poręba Radlna
Radlna
Tarnowiec
Wola Rzędzińska I
Wola Rzędzińska II
Zawada
Zbylitowska Góra
Zgłobice

#### Ortschaften ohne Schulzenamt
Keine.

## Geschichte

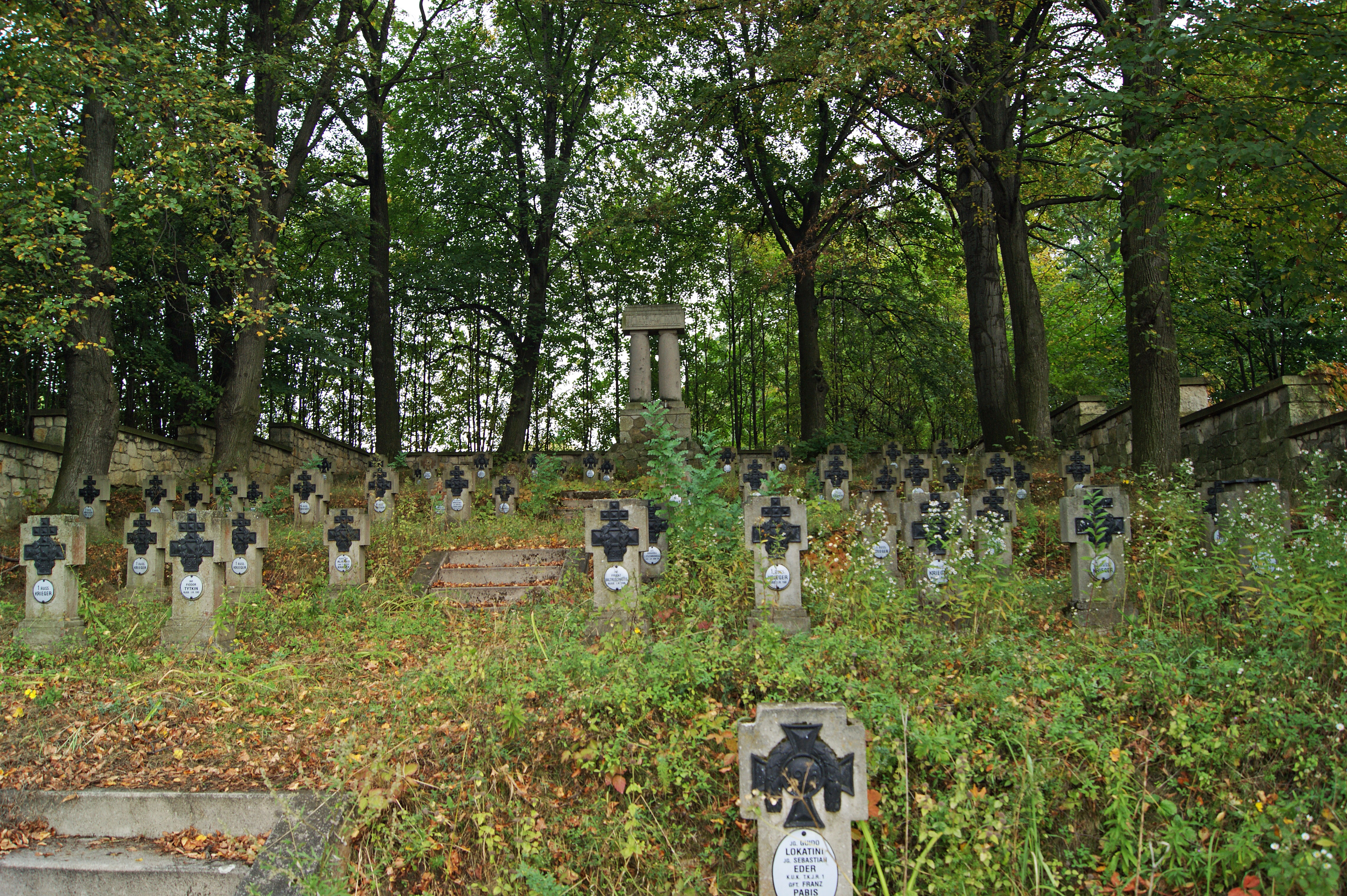
Soldatenfriedhof 196 in Koszyce Małe

Im Mai 1915 kam es im Raum zwischen Tarnów und Gorlice zur Durchbruchsschlacht von Gorlice-Tarnów, die mit einer der schwersten Niederlagen der Kaiserlich Russischen Armee
im Ersten Weltkrieg endete. Zahlreiche Soldatenfriedhöfe wurden in den Orten der Landgemeinde angelegt.
In Zbylitowska Góra befindet sich ein Massengrab aus der Zeit des Zweiten Weltkriegs. In den Jahren 1942 und 1943 wurden hier etwa 10.000 Menschen, darunter 6.000 Juden (800 Kinder) ermordet und im Buczyna-Wald verscharrt.

## Kultur und Sehenswürdigkeiten

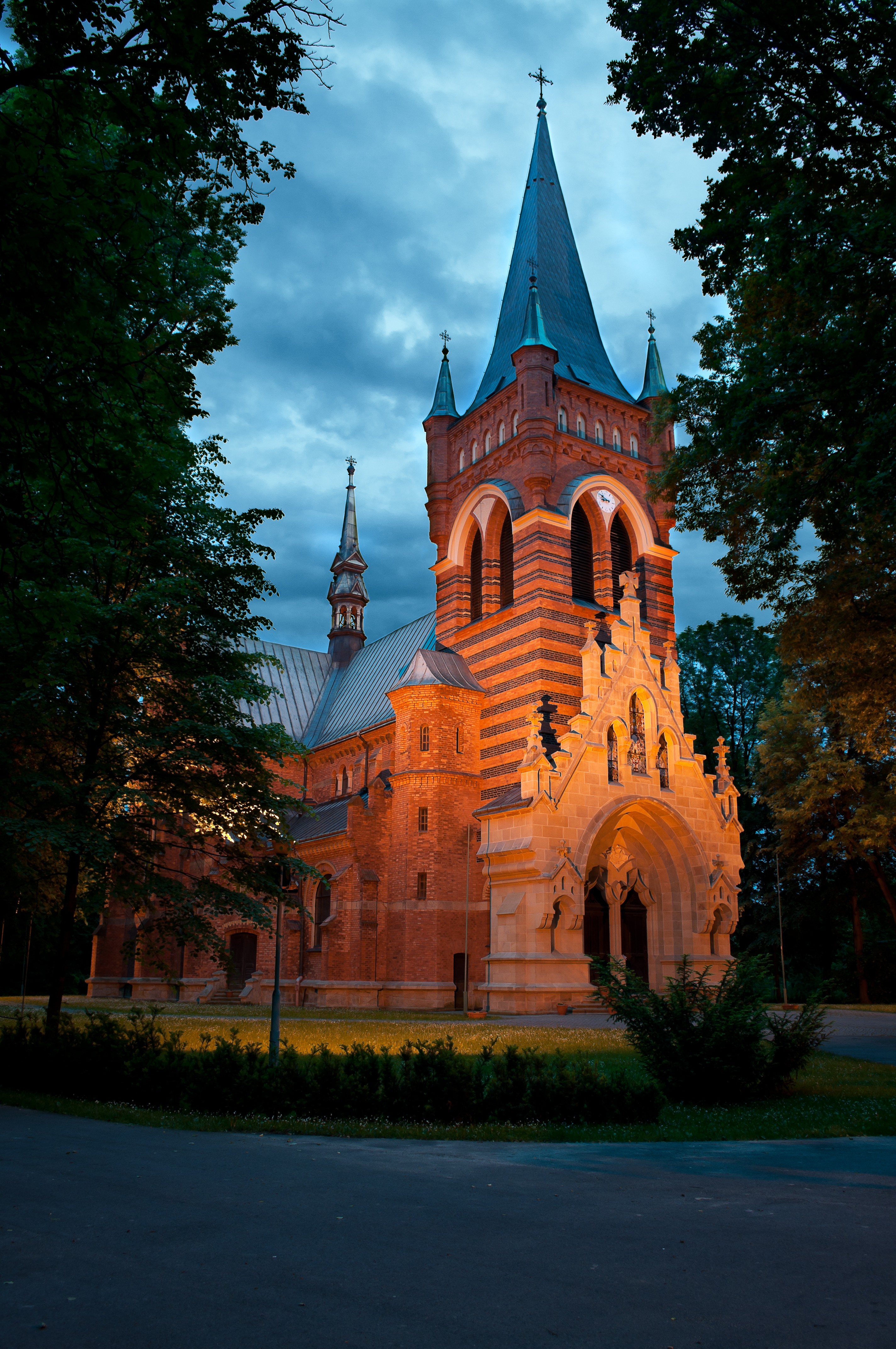
Kirche in Poręba Radlna

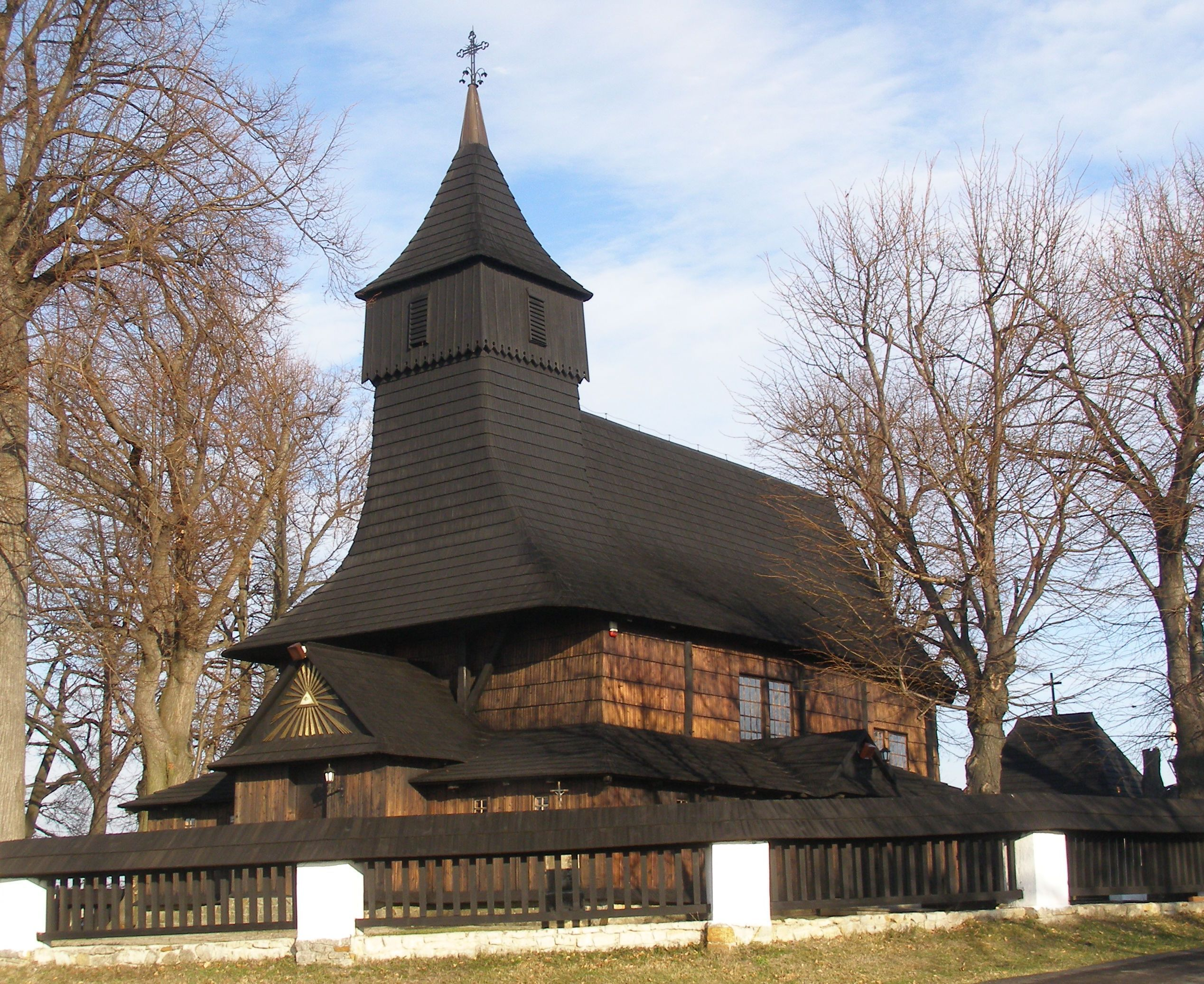
Holzkirche in Zawada

### Bauwerke
- Kirche St. Peter und Paul, Poręba Radlna
- Holzkirche St. Martin, Zawada
- Heiligkreuzkirche, Zbylitowska Góra

### Soldatenfriedhöfe des Ersten Weltkriegs
- Cmentarz wojenny nr 175, Poręba Radlna
- Cmentarz wojenny nr 180, Tarnowiec
- Cmentarz wojenny nr 196, Koszyce Małe
- Cmentarz wojenny nr 198, Błonie
- Cmentarz wojenny nr 205, Jodłówka-Wałki

## Partnergemeinden
Die Gemeinde Tarnów war Partnergemeinde des bayrischen Landkreises Pfaffenhofen ab der Ilm. Da sich Tarnów 2019 zur „LGBT-freien Zone“ erklärte, wurde die Partnerschaft 2020 unterbrochen.